# Karl Taube
Karl Andreas Taube (Chicago, 14 de septiembre de 1957) es un mayista y mesoamericanista estadounidense. Arqueólogo, etnohistoriador y epigrafista, reconocido por sus publicaciones e investigación acerca de las culturas precolombinas de Mesoamérica. También ha realizado trabajos sobre las culturas aborígenes del suroeste de los Estados Unidos. Es profesor de antropología en el Colegio de Humanidades, Artes y Ciencias Sociales de la Universidad de California en Riverside.

## Trayectoria
El padre de Karl Taube, Henry Taube, nacido en el Canadá (fallecido en 2005), recibió el Premio Nobel de Química en 1983. El hijo inició su educación profesional en la Universidad de Stanford, para trasladarse después a la Universidad de California en Berkeley, en donde culminó su licenciatura en antropología en 1980. Estudió su maestría y el doctorado en la Universidad de Yale en 1988. En Yale, Taube estudió con connotados mayólogos como Michael D. Coe, Floyd Lounsbury y la historiadora Mary Miller. Taube fue coautor con Miller de una reputada enciclopedia especializada Dioses y Símbolos del México Antiguo y el Mundo Maya (The Gods and Symbols of Ancient Mexico and the Maya).
Ha trabajado a lo largo de su carrera en proyectos arqueológicos, lingüísticos y etnológicos en Chiapas, la Península de Yucatán, el altiplano de México, Honduras y más recientemente en Guatemala. Desde el año de 2003, Taube ha sido el iconografista del Proyecto San Bartolo en el Petén guatemalteco junto con William Saturno y Mónica Urquizu. Tiene la responsabilidad de interpretar los murales Pinturas Estructura Sub-1, que han sido datadas en el pre-clásico mesoamericano. En 2004, Taube codirigió otro proyecto arqueológico en Guatemala, el denominado Olmeca Azul. Taube también ha participado en proyectos arqueológicos precolombinos en el Ecuador y en Perú.
Un tema importante que ha sido abordado en las publicaciones de Taube ha estado referido a la agricultura mesoamericana, como el que presentó durante la Quinta Mesa Redonda de Palenque en 1983, sobre el Dios Maya del Maíz. Ha escrito también sobre los simbolismos del maíz entre los mayas y su relación con otras culturas como la olmeca.
Otra línea de investigación arqueológica seguida por Taube ha sido la de los intercambios inter e intra mesoamericanos, como aquellos que se dieron con las culturas de Aridoamérica y el suroeste de los Estados Unidos. También ha explorado las interacciones entre Teotihuacán, como centro dominante del altiplano mexicano, y sus contemporáneos mayas del periodo clásico.